# مونفورتي سان جورجو
مونفورتي سان جورجو (بالإيطالية: Monforte San Giorgio)‏ هي بلدية في مقاطعة ميسينا في صقلية الإيطالية.

## السكان
في سنة 1861 بلغ عدد السكان 3٬001 نسمة، وتطور العدد ليصل في سنة 2011 لـ 2٬880 نسمة.
يظهر هذا المخطط البياني تطور النمو السكاني لـ مونفورتي سان جورجو